# 299756 Kerryaileen
299756 Kerryaileen è un asteroide della fascia principale. Scoperto nel 2006, presenta un'orbita caratterizzata da un semiasse maggiore pari a 3,0778584 UA e da un'eccentricità di 0,1014151, inclinata di 0,88275° rispetto all'eclittica.
L'asteroide è dedicato a Kerry Aileen Masiero, sorella dello scopritore.